# Drapetes seminiger
Drapetes seminiger là một loài bọ cánh cứng trong họ Elateridae. Loài này được Cobos miêu tả khoa học năm 1972.